# Sumi-gaeshi
Sumi-gaeshi (littéralement contre dans l'angle), aussi connue sous le nom de planchette russe est une technique de projection utilisée notamment au judo et au sambo. Sumi-gaeshi est d'ailleurs le 1er mouvement du 4e groupe du gokyo. Sumi-gaeshi est un mouvement du nage-no-kata.

## Spécialistes de sumi-gaeshi
Parmi les spécialistes de cette technique, on peut citer Matthieu Dafreville ou encore Teddy Riner qui en a fait son mouvement « spécial ».